# Nataing

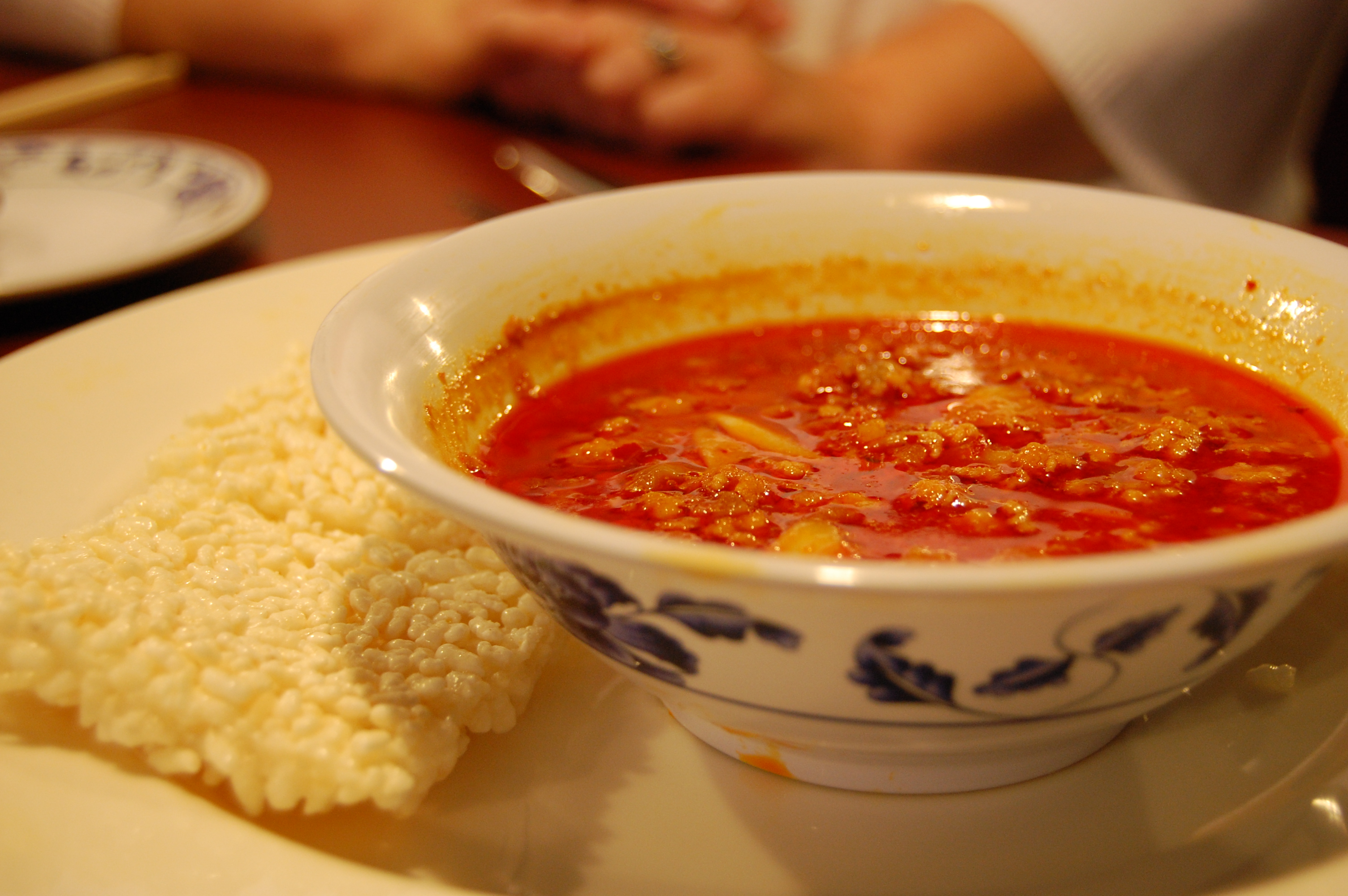
Nataing

Nataing (tiếng Khmer: ណាតាំង) là một món ăn truyền thống và phổ biến trong ẩm thực Campuchia. Thành phần chính gồm có thịt lợn xay nhuyễn nấu với nước cốt dừa (có thể dùng thêm ớt, tiêu xay, tỏi, lạc, nước mắm và đường); độ đặc của món này giống như nước sốt. Nataing đóng vai trò như một món khai vị thường ăn kèm với bánh gạo hoặc bánh mì.